# La favorita (película)
La Favorita (título original en inglés: The Favourite) es una película de comedia oscura satírica absurda de época hiberno-britano-estadounidense de 2018. Dirigida por Yorgos Lanthimos y escrita por Deborah Davis y Tony McNamara, gira en torno a las maquinaciones políticas e intrigas palaciegas y cortesanas durante el reinado de Ana de Gran Bretaña, quien gobernó entre 1707 y 1714 durante la guerra de sucesión española y fue la última soberana británica de la Casa de Estuardo. En los papeles estelares figuran Olivia Colman, Rachel Weisz, Emma Stone, con la participación de Nicholas Hoult, Joe Alwyn y Mark Gatiss. La cinta ganó amplía aclamación de la crítica por su excepcional valor en diversos apartados: guion, dirección, fotografía, música, diseño de vestuario, complejidad técnica y las actuaciones principales. Desde entonces es considerada una de las mejores películas del 2018 y de la década del 2010.

## Argumento
En 1708, Gran Bretaña se encuentra sumida en guerra con Francia, en el marco de la guerra de sucesión española, y la reina Ana (Olivia Colman) es quien ostenta el trono. De salud frágil, Ana muestra poco interés en gobernar y, en cambio, prefiere actividades excéntricas como competir con patos y jugar con sus 17 conejos, cada uno de los cuales representa un niño que ha perdido a lo largo de su vida. Su confidente, consejera y amante furtiva, Sarah Churchill, duquesa de Marlborough (Rachel Weisz), es quien realmente gobierna el país gracias a su influencia en la reina. Los esfuerzos de Sarah por controlar a reina Ana se ven socavados por Robert Harley (Nicholas Hoult), un miembro conservador del Parlamento que, como terrateniente, discute la duplicación de los impuestos a la propiedad propuestos para financiar la guerra.
Mientras tanto, Abigail Masham (Emma Stone), prima empobrecida de Sarah, llega a la corte en busca de empleo. La posición de Abigail está manchada por su padre, quien se jugó su buen nombre y perdió a su hija con un alemán en un juego de cartas. Abigail se ve obligada inicialmente a hacer un trabajo de baja categoría como sirvienta en el palacio, pero después de ver la condición de la reina, ella se ve obligada a congraciarse con Sarah y, posteriormente, con la reina Ana. Abigail busca hierbas para curar clandestina la inflamada pierna de la reina, y aunque inicialmente es castigada por Sarah por sus presuntuosas acciones, Sarah cede cuando se da cuenta de que el remedio alivia el sufrimiento de la reina. Como agradecimiento, Sarah hace a Abigail su dama de compañía.
Harley pronto se acerca a Abigail, esperando usarla como espía para descubrir cuáles son los planes de Sarah y encontrar una manera de eludir su autoridad. Abigail inicialmente lo rechaza, pero pronto se da cuenta de la relación lésbica secreta entre Ana y Sarah. Fascinada por la escandalosa inclinación homosexual de la reina, Abigail comienza a cortejar el favor de la reina para sí misma. Con Sarah enfocada en la guerra, Abigail entabla una amistad con la reina, que pronto se vuelve sexual. Sarah se da cuenta de las maquinaciones de Abigail e intenta despedirla. En respuesta, Abigail envenena a Sarah mediante el té, causando que esta caiga de su caballo y sea arrastrada por el bosque, lo que la hace desaparecer por varios días. La reina Ana, pensando que Sarah la ha abandonado temporalmente para darle celos, convierte a Abigail en su favorita. Mientras tanto Abigail aprovecha la ausencia de Sarah para asegurar su alianza con Harley, ayudándose mutuamente para ganar el favor de la reina. Harley ayuda a que, con el apoyo de la reina, Abigail pueda casarse con el barón Samuel Masham (Joe Alwyn). A cambio Abigail intercede por Harley ante la reina por el tema de los impuestos y la guerra, lo que consolida sus posiciones en la corte.
Mientras tanto, una Sarah maltratada y herida despierta en un burdel, donde se recupera. De vuelta en la corte, la reina ha tomado decisiones que afectan sus planes, por lo que amenaza a Ana con revelar ante la prensa la correspondencia íntima de su relación si no envía lejos a Abigail. Esta amenaza destruye la relación entre Ana y Sarah. Aunque finalmente Sarah decide quemar las cartas voluntariamente, ya no recupera la confianza de la reina. Antes de irse de la corte advierte a la reina sobre la verdadera naturaleza de Abigail, pero Ana no cree en sus palabras. Para terminar con cualquier influencia o intento de Sarah de volver a la corte, Abigail presenta a la reina supuestas evidencias de que Sarah ha estado malversando dinero. Aunque la reina duda inicialmente, al final decide exiliar a Sarah y a su esposo John Churchill (Mark Gatiss) de Gran Bretaña. Poco después de la victoria de Abigail, su ego y su apetito glotón por el lujo comienzan a inflarse de la misma manera en que lo había hecho Sarah. Un día, en la habitación de la reina, Abigail pisa deliberadamente a uno de los conejos de Ana, quien la observa fijamente sin que ella se de cuenta. Finalmente, la reina conoce el verdadero rostro de Abigail. Ana responde enojada a este abuso hincando a Abigail y sujetándola del cabello. Para humillarla le ordena masajear su pierna como si fuera una sirvienta.

## Reparto
- Olivia Colman como la reina Ana.
- Emma Stone como Abigail Masham.
- Rachel Weisz como Sarah Churchill.
- Nicholas Hoult como Robert Harley.
- Joe Alwyn como Samuel Masham.
- Mark Gatiss como John Churchill.
- James Smith como Sidney Godolphin.
- Jenny Rainsford como Mae.

## Producción
En septiembre de 2015, se informó que Emma Stone, Olivia Colman y Kate Winslet habían sido elegidas para la nueva película de Yorgos Lanthimos, dirigiendo un guion de Deborah Davis y Tony McNamara, mientras que Ceci Dempsey, Ed Guiney, Lee Magiday y Andrew Lowe fungirían como productores. 
En octubre de 2015, Rachel Weisz se unió al elenco reemplazando a Kate Winslet. En febrero de 2017, Nicholas Hoult se unió al elenco de la película y al mes siguiente lo hizo Joe Alwyn.
Colman aceptó fácilmente interpretar a la reina Ana y declaró que la diferencia entre Anne y las monarcas que anteriormente había interpretado era que «las otras reinas no podían enamorarse de dos mujeres hermosas». También descubrió que interpretar a esta reina era «una alegría, porque en cierto modo lo siente todo».
Weisz describió la película como una comedia, comparándola con All About Eve, pero más «divertida». Se sintió atraída principalmente por el proyecto debido a las protagonistas femeninas y consideró que su papel era «el más jugoso» de su carrera. Stone inicialmente dudó en aceptar el rol: al principio pensó que Abigail era «una dulce niña, la víctima, una sirvienta de esta gente», pero cambió de opinión después de leer el guion y terminó «rogando» a Lanthimos el papel. La mayor preocupación de Stone era dominar el acento: «Es 1705, que fue unos trescientos años antes de cualquier período que haya hecho antes. Fue bastante desalentador en algunos niveles: tener que ser británico y no sobresalir como un pulgar dolorido».

### Filmación
Se esperaba que la filmación comenzara en la primavera de 2016, pero se retrasó un año, ya que Lanthimos se encontraba dirigiendo The Killing of a Sacred Deer.
El rodaje fílmico y de fotografía comenzó en marzo de 2017 en Hatfield House, Hertfordshire. Lanthimos declaró que una de las principales razones para filmar en ese lugar fue porque «desde el principio, tuve esta imagen de estos personajes solitarios en grandes espacios». 

### Música
Aunque la cinta está ambientada en el siglo XVIII, la banda sonora de la película incluye obras de compositores de distintas épocas. Se incluyen obras de los compositores barrocos Wilhelm Friedemann y Johann Sebastian Bach, Georg Friedrich Händel, Henry Purcell y Antonio Vivaldi. También aparecen obras de los compositores románticos Franz Schubert y Robert Schumann, así como de los compositores del siglo XX Olivier Messiaen y Luc Ferrari, además de la compositora contemporánea Anna Meredith. En los créditos se incluye la canción Skyline Pigeon del álbum Empty Sky (1969) de Elton John, donde hace uso del clavecín, instrumento característico de la época en la que se ambienta el filme.

## Estreno
En mayo de 2018, Fox Searchlight Pictures adquirió los derechos de distribución. El estreno a nivel internacional tuvo lugar en el Festival Internacional de Cine de Venecia de 2018 el 30 de agosto de 2018, donde se hizo acreedora de dos premios: el Gran Premio del Jurado y la Copa Volpi a la Mejor Actriz para Colman. También se proyectó en el Festival de Cine de Telluride el 2 de septiembre. En España se presentó el 16 de noviembre; fue en el transcurso del Festival Internacional de Cine de Gijón, donde compitió en la Sección Oficial, y donde Olivia Colman fue premiada como mejor actriz. El 23 de noviembre se empezó a proyectar en Estados Unidos,  y el 1 de enero de 2019, en Reino Unido.

## Recepción

### Recaudación en taquilla
En su primer fin de semana en Estados Unidos, The Favourite recaudó $422.410 dólares en cuatro cines, con un promedio de $105.603 por sala. En su segunda semana, la película se extendió a más salas y logró recaudar $1.1 millones de dólares. Para la tercera semana, la película ya se proyectaba en 94 cines, con una ganancia de $1.4 millones (33% más que el fin de semana anterior). 

### Recepción crítica
El sitio web de comentarios Rotten Tomatoes da a la película un índice de aprobación del 93% basado en 430 críticas, y una calificación promedio de 8.5/10. El consenso crítico del sitio web dice: «The Favourite ve a Yorgos Lanthimos equilibrando el ajuste de un período con un subtexto rico y oportuno, y obteniendo actuaciones estelares de sus estrellas bien elegidas». El sitio web Metacritic otorga a la película una puntuación promedio de 91 sobre 100, basada en 46 críticas, lo que indica «aclamación universal».
Peter Travers, de Rolling Stone, dio a la película 5 de 5 estrellas, diciendo: «Emma Stone, Rachel Weisz y la poderosa Olivia Colman convierten una pieza de época en una comedia cáustica de venganza con colmillos y garras. La favorita pertenece a su trío femenino feroz y profanamente divertido».

## Premios y nominaciones
| Premio                                  | Categoría                                                   | Nominados                                                                                | Resultado |
| --------------------------------------- | ----------------------------------------------------------- | ---------------------------------------------------------------------------------------- | --------- |
| Premios del Cine Europeo                | Mejor comedia europea                                       | The Favourite                                                                            | Ganador   |
| American Film Institute                 | Película del año                                            | The Favourite                                                                            | Ganador   |
| Premios BAFTA                           | Mejor Película                                              | Ceci Dempsey, Ed Guiney, Lee Magiday, y Yorgos Lanthimos                                 | Nominado  |
| Premios BAFTA                           | Mejor Director                                              | Yorgos Lanthimos                                                                         | Nominado  |
| Premios BAFTA                           | Mejor Actriz                                                | Olivia Colman                                                                            | Ganador   |
| Premios BAFTA                           | Mejor Actriz de Reparto                                     | Emma Stone                                                                               | Nominado  |
| Premios BAFTA                           | Mejor Actriz de Reparto                                     | Rachel Weisz                                                                             | Ganador   |
| Premios BAFTA                           | Mejor Guion Original                                        | Deborah Davis y Tony McNamara                                                            | Ganador   |
| Premios BAFTA                           | Mejor Fotografía                                            | Robbie Ryan                                                                              | Nominado  |
| Premios BAFTA                           | Mejor Película Británica                                    | Yorgos Lanthimos, Ceci Dempsey, Ed Guiney y Lee Magiday                                  | Ganador   |
| Premios BAFTA                           | Mejor Diseño de Producción                                  | Fiona Crombie y Alice Felton                                                             | Ganador   |
| Premios BAFTA                           | Mejor Diseño de Vestuario                                   | Sandy Powell                                                                             | Ganador   |
| Premios BAFTA                           | Mejor Maquillaje y Peluquería                               | Nadia Stacey                                                                             | Ganador   |
| Premios BAFTA                           | Mejor Montaje                                               | Yorgos Mavropsaridis                                                                     | Nominado  |
| British Independent Film Awards         | Mejor película independiente británica                      | Yorgos Lanthimos, Deborah Davis, Tony McNamara, Ceci Dempsey, Ed Guiney, and Lee Magiday | Ganador   |
| British Independent Film Awards         | Mejor director                                              | Yorgos Lanthimos                                                                         | Ganador   |
| British Independent Film Awards         | Mejor actriz                                                | Olivia Colman                                                                            | Ganador   |
| British Independent Film Awards         | Mejor actriz de reparto                                     | Emma Stone                                                                               | Nominado  |
| British Independent Film Awards         | Mejor actriz de reparto                                     | Rachel Weisz                                                                             | Ganador   |
| British Independent Film Awards         | Mejor Cast                                                  | Dixie Chassay                                                                            | Ganador   |
| British Independent Film Awards         | Mejor Fotografía                                            | Robbie Ryan                                                                              | Ganador   |
| British Independent Film Awards         | Mejor diseño de vestuario                                   | Sandy Powell                                                                             | Ganador   |
| British Independent Film Awards         | Mejor Montaje                                               | Yorgos Mavropsaridis                                                                     | Nominado  |
| British Independent Film Awards         | Mejor Maquillaje y peinado                                  | Nadia Stacey                                                                             | Ganador   |
| British Independent Film Awards         | Mejor Diseño de Producción                                  | Fiona Crombie                                                                            | Ganador   |
| British Independent Film Awards         | Mejor Guion                                                 | Deborah Davis y Tony McNamara                                                            | Ganador   |
| British Independent Film Awards         | Mejor Sonido                                                | Johnnie Burn                                                                             | Nominado  |
| Chicago Film Critics Association        | Mejor Película                                              | The Favourite                                                                            | Nominado  |
| Chicago Film Critics Association        | Mejor Director                                              | Yorgos Lanthimos                                                                         | Nominado  |
| Chicago Film Critics Association        | Mejor Actriz de Reparto                                     | Olivia Colman                                                                            | Ganador   |
| Chicago Film Critics Association        | Mejor Actriz de Reparto                                     | Rachel Weisz                                                                             | Nominado  |
| Chicago Film Critics Association        | Mejor Guion Original                                        | Deborah Davis y Tony McNamara                                                            | Nominado  |
| Chicago Film Critics Association        | Mejor Dirección de Arte                                     | Fiona Crombie                                                                            | Ganador   |
| Chicago Film Critics Association        | Mejor Fotografía                                            | Robbie Ryan                                                                              | Nominado  |
| Festival Internacional de Cine de Gijón | Mejor Actriz                                                | Olivia Colman                                                                            | Ganadora  |
| Premios Globo de Oro                    | Mejor Película Comedia - Musical                            | The Favourite                                                                            | Nominado  |
| Premios Globo de Oro                    | Mejor Actriz Comedia - Musical                              | Olivia Colman                                                                            | Ganadora  |
| Premios Globo de Oro                    | Mejor Actriz de Reparto                                     | Emma Stone                                                                               | Nominado  |
| Premios Globo de Oro                    | Mejor Actriz de Reparto                                     | Rachel Weisz                                                                             | Nominado  |
| Premios Globo de Oro                    | Mejor Guion                                                 | Deborah Davis y Tony McNamara                                                            | Nominado  |
| Premios Gotham                          | Mejor Película                                              | The Favourite                                                                            | Nominado  |
| Premios Gotham                          | Mejor Guion                                                 | Deborah Davis y Tony McNamara                                                            | Nominado  |
| Premios Gotham                          | Premio especial del jurado a la mejor actuación en conjunto | Olivia Colman, Emma Stone y Rachel Weisz                                                 | Ganador   |
| Premios Gotham                          | Premio de la Audiencia                                      | The Favourite                                                                            | Nominado  |
| Hollywood Film Awards                   | Mejor Actriz de Reparto                                     | Rachel Weisz                                                                             | Nominado  |
| Hollywood Film Awards                   | Mejor Diseño de Vestuario                                   | Sandy Powell                                                                             | Ganador   |
| Independent Spirit Awards               | Mejor Película Extranjera                                   | The Favourite                                                                            | Nominada  |
| Premios Óscar                           | Mejor Película                                              | Ceci Dempsey, Ed Guiney, Lee Magiday, y Yorgos Lanthimos                                 | Nominado  |
| Premios Óscar                           | Mejor Director                                              | Yorgos Lanthimos                                                                         | Nominado  |
| Premios Óscar                           | Mejor Actriz                                                | Olivia Colman                                                                            | Ganadora  |
| Premios Óscar                           | Mejor Actriz de Reparto                                     | Emma Stone                                                                               | Nominada  |
| Premios Óscar                           | Mejor Actriz de Reparto                                     | Rachel Weisz                                                                             | Nominada  |
| Premios Óscar                           | Mejor Guion Original                                        | Deborah Davis y Tony McNamara                                                            | Nominadas |
| Premios Óscar                           | Mejor Fotografía                                            | Robbie Ryan                                                                              | Nominado  |
| Premios Óscar                           | Mejor Diseño de Producción                                  | Fiona Crombie y Alice Felton                                                             | Nominado  |
| Premios Óscar                           | Mejor Diseño de Vestuario                                   | Sandy Powell                                                                             | Nominado  |
| Premios Óscar                           | Mejor Montaje                                               | Yorgos Mavropsaridis                                                                     | Nominado  |
| Satellite Awards                        | Mejor Película                                              | The Favourite                                                                            | Nominada  |
| Satellite Awards                        | Mejor Director                                              | Yorgos Lanthimos                                                                         | Nominado  |
| Satellite Awards                        | Mejor Actriz Comedia - Musical                              | Olivia Colman                                                                            | Ganadora  |
| Satellite Awards                        | Mejor Actriz de Reparto                                     | Emma Stone                                                                               | Nominada  |
| Satellite Awards                        | Mejor Actriz de Reparto                                     | Rachel Weisz                                                                             | Nominada  |
| Satellite Awards                        | Mejor Dirección de Arte                                     | Fiona Crombie                                                                            | Nominada  |
| Satellite Awards                        | Mejor Fotografía                                            | Robbie Ryan                                                                              | Nominado  |
| Satellite Awards                        | Mejor Diseño de Vestuario                                   | Sandy Powell                                                                             | Ganadora  |
| Satellite Awards                        | Mejor Elenco                                                | The Favourite                                                                            | Ganadora  |
| Satellite Awards                        | Mejor Guion Original                                        | Deborah Davis y Tony McNamara                                                            | Nominados |
| Premios del Sindicato de Actores        | Mejor Actriz protagonista                                   | Olivia Colman                                                                            | Nominada  |
| Premios del Sindicato de Actores        | Mejor Actriz de Reparto                                     | Emma Stone                                                                               | Nominada  |
| Premios del Sindicato de Actores        | Mejor Actriz de Reparto                                     | Rachel Weisz                                                                             | Nominada  |
| Telluride Film Festival                 | Medallón de Oro                                             | Emma Stone                                                                               | Ganador   |
| Festival de Cine de Venecia             | León de Oro                                                 | The Favourite                                                                            | Nominado  |
| Festival de Cine de Venecia             | León de Plata - Gran Premio del Jurado                      | The Favourite                                                                            | Ganador   |
| Festival de Cine de Venecia             | Queer Lion                                                  | The Favourite                                                                            | Nominado  |
| Festival de Cine de Venecia             | Copa Volpi                                                  | Olivia Colman                                                                            | Ganador   |